# Lijst van beelden in Goirle
Dit is een (onvolledige) chronologische lijst van beelden in Goirle. Onder een beeld wordt hier verstaan elk driedimensionaal kunstwerk in de openbare ruimte van de Nederlandse gemeente Goirle, waarbij beeld wordt gebruikt als verzamelbegrip voor sculpturen, standbeelden, installaties, gedenktekens en overige beeldhouwwerken.

## Goirle
| Geplaatst | Omschrijving              | Kunstenaar                 | Straat                                         | Plaats | Materiaal | Afbeelding |
| --------- | ------------------------- | -------------------------- | ---------------------------------------------- | ------ | --------- | ---------- |
| 1990      | De Wever                  | Frans Broers               | Dr. Schaepmanstraat / Nieuwstraat              |        |           |            |
| 1897      | Sint Johannes de Doper    |                            | Kerkstraat 1 (kerk)                            |        |           |            |
| 1928      | Sint Johannes de Doper    |                            | Kerkstraat 2 (De Vijf Bogen)                   |        |           |            |
| 1965      | Thomas van Diessen        | Eduard Speyart van Woerden | Kloosterstraat                                 |        |           |            |
| 1889      | Sint Franciscus van Sales |                            | Kloosterstraat 22, bibliotheek                 |        |           |            |
| 2001      | De drie gratiën           | Hennie Bertens-van de Pol  | Tilburgseweg / Bergstraat                      |        |           |            |
| 1924      | Heilig Hartbeeld          |                            | Tilburgseweg / Kloosterstraat                  |        |           |            |
|           | Het Echtpaar              | Bart van Hoek              | Tilburgseweg / St. Jansstraat                  |        |           |            |
| 1984      | De Zaaier                 | Bart van Hoek              | Tilburgseweg 97 (Rabobank)                     |        |           |            |
| 1993      | Zonaanbidster             | Bart van Hoek              | Dorpsplein                                     | Riel   |           |            |
| 2008      | Karl-Heinz Rosch          | Riet van der Louw          | Dorpsstraat                                    | Riel   |           |            |
|           | Heilig Hartbeeld          |                            | Kerkstraat / Goirleseweg                       | Riel   |           |            |
| 20??      | Vliegtuig op 'De Kiek'    |                            | Langs het Bels lijntje                         | Riel   |           |            |
| 2015      | Kite Flyers               | John Boxtel                | Thomas van Diessenstraat 1 (in de Fraterstuin) | Goirle |           |            |